# Tomáš Labun
Tomáš Labun (Humenné, 28 gennaio 1984) è un ex calciatore slovacco, di ruolo difensore.

## Caratteristiche tecniche
Ha giocato prevalentemente come difensore centrale e come mediano. Durante la sua esperienza alla Lokomotíva Košice (da luglio 2014 a marzo 2016) ha tuttavia ricoperto un ruolo più offensivo, riuscendo a segnare ben 16 reti in 30 presenze nella 2. Liga 2014-2015.